# Hammerfest Lufthavn
Hammerfest lufthavn (IATA: HFT, ICAO: ENHF) ligger 3 km nord for centrum på Prærien i Hammerfest i Troms og Finnmark fylke i Norge, og ejes og drives af Avinor. Lufthavnen har en 880 meter lang rullebane, hvor rullebane 05 har 890 meter tilgængelig for afgang og rullebane 23 har 866 meter. Hammerfest lufthavn er Finnmarks tredje største lufthavn målt i antal passagerer, og Norges næst største kortbanelufthavn.
Hammerfest har haft ruteflyvninger siden 1935, da søflyveplassen åbnede i Rypefjord, og byen blev fast stop på vandflyveruten fra Trondheim til Vadsø. Hammerfest havde ikke faste flyvninger under 2. verdenskrig, men flyvningerne blev genoptaget i 1945 og fortsatte frem til, at Alta lufthavn blev åbnet i 1963. Den nuværende lufthavn blev åbnet 30. juli 1974, som en af fem lufthavne i Finnmark. Den betjenes hovedsagelig af Widerøe med ruteflyene Dash 8-100/Dash 8-Q200. En helikopterterminal fragter tillige passagerer ud til norske olieinstallationer, som Goliatfeltet.
I dag er standarden på lufthavnen for dårlig i forhold til krav om regularitet og sikkerhed, og har efter en begivenhed 1. maj 2005 fået Norges strengeste vindbegrænsninger.[kilde mangler] På grund af disse begrænsninger har der længe været arbejdet med planer for en at bygge en ny lufthavn på Grøtnes, ca. 16 km syd for Hammerfest.

## Historie
De første planer for at starte ruteflyvninger til Hammerfest blev fremsat af regeringen i 1933. Det blev foreslået, at flyvninger i Nord-Norge skulle udføres med vandfly, og at Hammerfest skulle være én af flere landingssteder på en rute fra Trondheim til Vadsø. Det Norske Luftfartselskap (DNL) fik koncessionen for at betjene alle ruter i Norge fra 1935, hvilket førte til, at kystruten fra Bergen til Tromsø blev startet. Året efter blev der startet en rute fra Tromsø via Hammerfest til Honningsvåg, som blev betjent af Widerøe på vegne af DNL. Året efter blev den forlænget via Skjervøy og Hammerfest til Honningsvåg. Finnmarksruten var i drift i perioden fra 11. juni til 12. august og blev drevet som ren postrute og blev betjent af Widerøe på vegne af DNL. I gennemsnit fragtede Widerøe 54 kilo post hver dag. Finnmarksruten blev nedlagt i 1937, men blev genåbnet året efter. I 1938 og 1939 blev rute betjent i perioden fra 1. juli til 30. august.
Vandflyvepladsen i Hammerfest lå i Rypefjord i daværende Sørøysund kommune, og bestod af en bøje, hvor flyet kunne parkeres og hvor passagererne blev fragtet til og fra land med båd. Alle flyvninger blev stoppede i 1939 og blev ikke taget op igen under 2. verdenskrig.
DNL genoptog flyveruten til Hammerfest i 1946 med en Junkers Ju 52 og forbindelser til Tromsø, Vadsø og Kirkenes. Ruten blev senere udvidet til Alta som en del af en ny kystrute til Bergen. Flyvningerne nord for Tromsø blev overtaget af Widerøe i 1954. To år senere startede Widerøe også en rute fra Hammerfest via Alta til Bardufoss lufthavn, hvorfra der var forbindelse videre til Oslo. Widerøe brugte for det meste flytyperne Noorduyn Norseman og de Havilland Canada Otter på ruterne til og fra Hammerfest. I 1963 blev der åbnet tre større lufthavne i Finnmark, som kunne tage imod større fly og holde åbent om vinteren. En af disse var Alta lufthavn, og Widerøe besluttede derfor at afslutte sine vandflyruter i Finnmark. En bustur fra Hammerfest til Alta tog da fire timer. Norving etablerede en luftambulancsebase i Hammerfest i 1961. Da Alta lufthavn blev åbnet, søgte Norving om tilladelse og støtte til at starte med madeflyvninger fra Hammerfest til Alta. Denne flyverute skulle fragte passagerer til Alta for derfra at sende passagererne videre med Oslo-ruten til SAS. Denne ansøgning blev imidlertid afvist af regeringen.
I midten af 1960-erne fremkom der flere forslag til regionale kortbaneflyvepladser i Finnmark. En komité nedsat af Finnmark fylkeskommune foreslog i 1966, at Hammerfest var et af 6 egnede steder for at bygge en lille flyveplads med luftambulance- og flytaxitjenester. Samtidig arbejdede regeringen med planer om at bygge et nationalt netværk af kortbaneflyvepladser. Stortinget vedtog i 1972 at bygge 6 kortbaneflyvepladser i Nord-Troms og Finnmark. Både Widerøe og Norving søgte om koncession for at drive ruter i Finnmark, men kontrakten blev givet til Widerøe, som allerede havde koncessionsruter i resten af landet. Flyvepladsen blev åbnet 1. august 1974 med Hammerfest kommune som ejer og operatør. Samme dag åbnede også fire andre flyvepladser i Finnmark og Troms. Alle flyvepladserne blev betjent af Widerøes koncessionsflyvninger med Twin Otter. Widerøe etablerede samtidig sin tekniske base for Finnmark i Hammerfest.
Widerøe begyndte at bruge Dash 7 på ruten mellem Tromsø Lufthavn og Hammerfest i 1983, samme år som Norving startede flyvninger mellem Hammerfest og Hasvik Lufthavn. Ruten til Hasvik blev overtaget af Widerøe i 1990. Helikopter Service etablerede en helikopterbase i Hammerfest i 1989 for at betjene petroleumsindustrien, som drev med oliesøgning i Barentshavet. Widerøe begyndte at bruke Dash 8 på sine Finnmarksruter i 1995. Flyvepladsen blev overtaget af staten og Luftfartsverket (senere Avinor) 1. januar 1997. Staten betalte Hammerfest kommune 19,5 millioner kroner i erstatning for overtagelsen. Ruterne østover blev startede som koncessionssruter med støtte fra Samferdselsdepartementet fra 1. april 1997. Ruterne til Tromsø var blevet drevet med fortjeneste og kunne drives uden subsidier.
Helikopteroperationerne blev overtaget af Norsk Helikopter (senere omdøbt Bristow Norge), da de åbnede en base i Hammerfest den 11. november 2004, og de udvidede denne til to helikoptere i 2008, for at betjene en kontrakt med Statoil.
1. januar 2005 blev der åbnet sikkerhedskontrol ved flyvepladsen. Hammerfest var den anden flyveplads til at tage i anvendelse SCAT-I, et GPS-baseret landingssystem, da det blev installeret i 2007. Sikkerhetszonerne og lysene på rullebanen blev opgraderede i 2008 og 2009.

## Faciliteter
Terminalen har kapacitet på 250 passagerer pr time. Dette omfatter et eget område for helikoptertrafik, som ikke er i brug. Helikopterpassagererne bruger i stedet den almindelige del af terminalen. Flyvepladsen har en egen driftsbygning og brandstation, med kontroltårn på toppen. Rullebanen er asfalteret, måler 880 x 30 meter og har retningen 05–23, hvoraf rullebane 05 har 890 meter tilgængelig for afgang og rullebane 23 har 866 meter. Flyvepladsen har fem opstillingspladser for kategori B-fly (som Dash 8) samt egne opstillingspladser for helikoptere. Flyvepladsen ligger seks–syv minutters kørsel fra centrum af byen og har parkeringspladser, taxiholdeplads og biludlejning. Det er 45 ansatte ved flypladsen.

## Trafik
Hammerfest har direkte ruter til 11 andre flyvepladser, hvoraf ni i Finnmark og to i Troms. Samtlige er anbudsruter (regionale flyveruter), med undtagelse af den direkte rute til Tromsø. Den mest trafikerede af disse er ruten til Tromsø med 14 afgange om dagen, hvoraf 12 fly direkte. Endvidere er der fire daglige afgange østover til forskellige steder i det østlige Finnmark. En gennemgående rejse til Oslo lufthavn, tager ca. 3 timer.
|       | Flyveselskab   | Destinationer                                                                                     |
| ----- | -------------- | ------------------------------------------------------------------------------------------------- |
| Norge | Bristow Norway | 2 offshoreanlæg                                                                                   |
| Norge | Widerøe        | Alta, Berlevåg, Båtsfjord, Hasvik, Honningsvåg, Kirkenes, Mehamn, Sørkjosen, Tromsø, Vadsø, Vardø |
| Norge | FlyViking      | (Nedlagt januar 2018)                                                                             |

Der rejste 172.441 passagerer gennem Hammerfest lufthavn i 2016; dette gør den til Finnmarks tredje største lufthavn målt i antal passagerer, og Norges næst største kortbanelufthavn.
Lufthavnen benyttes fortrinsvis af Widerøe, som flyver til destinationerne Tromsø, Honningsvåg, Alta, Mehamn og Sørkjosen, Hasvik og Berlevåg. Hammerfest lufthavn er også helikopterbase for oliefeltet Goliat (ENI), samt for eftersøgningsvirksomhed efter olie og gas i Barentshavet. Bristow Norway har 2–6 helikoptere stående i Hammerfest for transport til og fra forskellige petroleumsinstallationer. Desuden har selskabet en privat redningshelikopter stationeret i Hammerfest for at betjene petroleumsindustrien. Der er også en del trafik med luftambulance og Sea King-redningshelikoptre, i forbindelse med sygehuset i Hammerfest. Der flyver også lods-helikopter mellem Hammerfest og forskellige tankskibe.
Hammerfest lufthavn er nærmeste flyveplads for indbyggerne i Hammerfest samt dele af Kvalsund og Måsøy kommuner. På grund af nærheden (137 km) til den langt større Alta Lufthavn (som har direkte fly fra Oslo) er der en omfattende trafikaflastning på omkring 40.000 passagerer dertil. 42 % af passagererne, som rejser over Hammerfest lufthavn, kommer til og fra Oslo og udlandet, og 29 % kommer til og fra Tromsø. Tilsvarende tal er 12 % for Vestlandet, 9 % for Nordland, 5 % for Trøndelag og 3 % for resten af Finnmark. Trafikvolumet i Hammerfest har varieret i de seneste tiår i takt med ændringer i olie- og gasaktiviteten, specielt udbygning af anlægget på Melkøya. En del passagerer passerer Hammerfest i transit men fortsætter med samme fly uden at stå af. De er medregnet i totalværdien i tabellen.
| År   | Flybevægelser | Ændring (%) | Passagerer helikopter | Passagerer fly | Passagerer transit | Passagerer totalt | Ændring (%) |
| ---- | ------------- | ----------- | --------------------- | -------------- | ------------------ | ----------------- | ----------- |
| 2016 | 13 522        | 4,3         | 20 646                | 151 795        | 29 255             | 172 441           | 1,7         |
| 2015 | 14 127        | 0,8         | 28 116                | 147 235        | 26 908             | 175 351           | 1,8         |
| 2014 | 13 822        | 11,1        | 21 216                | 150 975        |                    | 172 191           | 0,3         |
| 2013 | 12 802        | 12,7        | 17 362                | 154 163        |                    | 171 525           | 14,8        |
| 2012 | 11 364        | 2,1         | 5 568                 | 143 857        |                    | 149 425           | 1,4         |
| 2011 | 11 129        | 10,5        | 5 595                 | 141 695        |                    | 147 290           | 19,5        |
| 2010 | 10 067        | 3,6         |                       | 123 273        |                    | 123 273           | 6,0         |
| 2009 | 9 714         | 12,8        |                       | 130 868        |                    | 130 868           | 6,6         |
| 2008 | 11 138        | 0,4         |                       | 140 087        |                    | 140 087           | 5,7         |
| 2007 | 11 180        | 0,7         |                       | 148 541        |                    | 148 541           | 3,5         |
| 2006 | 11 256        | 2,2         |                       | 143 583        |                    | 143 583           | 5,7         |

Alle tal er fra Avinor.

## Alvorlige hændelser
1. maj 2005 kollapsede styrbord landingshjul på Widerøes Dash 8-103-fly LN-WIK under en hård landing. Flyet, som var på tur fra Tromsø, landede fra vest. Da ændrede pludselig vindretningen, og flyet blev liggende i medvind. Piloten prøvede at modvirke den øgede nedstigningshastighed ved at give fuld gas. Dette var ikke tilstrækkeligt, og flyet fik en hård landing, som fik styrbord landingshjul til at kollapse. Flyet kurede på bugen langs rullebanen 650 meter og blev hårdt skadet. Der var 25 passagerer og et mandskab på tre om bord i flyet, alle blev sendt til sygehus men uden, at der kunne konstateres større skader. Efter hændelsen har Hammerfest lufthavn fået Norges strengeste vindbegrænsninger.

## Ny lufthavn på Grøtnes
Der har længe været arbejdet med planer for en ny regional lufthavn ved Grøtnes, ca. 16 km syd for Hammerfest. Dette fordi den nuværende lufthavn er meget udsat for vejrets luner, og fordi rullebanen ikke kan udvides i nogen retning. Terminalen for en ny lufthavn vil blive placeret på en halvø, mens rullebanen vil blive bygget på en fyldning ud i havet. Avinor har studeret to mulige længder på rullebanen: et alternativ med banelængde indtil 1.199 m og et med banelængde på 1.550 m. Det korteste alternativ vil føre til, at 50-sæders fly kan få restriktioner i vinterperioden, mens det længste alternativ vil tillade drift af 70-80 sæders propelfly, som for eksempel Dash 8-Q400 og ATR 72, samt også mindre jetfly som Embraer E-190 med 90-112 sæder. Dette vil gøre direkte ruter til Oslo mulig.
Avinor anslog i 2012, at en ny lufthavn med en kort rullebane ville koste 1,6 milliarder kroner og en med længere rullebane ville koste 2,2 milliarder kroner. Avinors beregninger gav et samfundsøkonomisk underskud på mellem 1,2 og 1,4 milliarder kroner. Den største gevinst vil ifølge beregningen blive, at brugen af lidt større fly vil give billigere flybilletter.
En rapport fra Transportøkonomisk institutt i 2008 finansieret af Hammerfest og Kvalsund kommuner så på to mulige rullebanelængder på en ny lufthavn på Grøtnes: 1.199 meter og 1.999 meter. Den konkluderede, at det korteste alternativ ville have en negativ samfundsøkonomisk nytteværdi, mens sidstnævnte alternativ ville gå i nul. Rapporten konkluderede, at sidstnævnte alternativ ville kunne muliggøre tre daglige direkte afgange til Oslo og en anslået trafik i 2013 på 190.000 passagerer, hvoraf 99.000 ville være kommet fra petroleumsindustrien. Det er knyttet stor usikkerhed til beregningerne i modellen på grund af det ukendte aktivitetsniveau for petroleumsnæringen i fremtiden.
En rapport fra Meteorologisk institutt samme år konkluderede, at vejret på Grøtnes var egnet for en lufthavn.
I Avinors udspil til Nasjonal transportplan 2010–2019 trækkes det frem, at tre lufthavne i Finnmark er særligt vigtige at opruste i forbindelse med Stoltenberg-regeringens nordområdesatsning. Blandt disse var Hammerfest på grund af petroleumsindustrien. Endvidere var Lakselv nævnt med sin lange rullebane, centrale beliggenhed og gode regularitet, samt Kirkenes med sin nærhed til Rusland og kommende petroleumsnæring.
Avinors udspil til National transportplan 2014–2023 frarådede at bygge en lufthavn på Grøtnes. En af Avinors største bekymringer er, at en lang rullebane med mulighed for at lande med store fly vil kunne tage store markedsandele fra lufthavnene i Alta og Lakselv. De mener, at dette vil kunne reducere trafikken til et niveau, hvor der ikke ville være nok trafik til at have to flyselskaber, som konkurrerer på flyveruten mellem Alta og Oslo. Udredningen fokuserer på at det er bedre at udbedre vejforbindelsen fra Hammerfest til Alta lufthavn (137 km). Riksvei 94 skal forbedres for 540 millioner, mens næringslivet og olieselskaberne er mere optaget af et bedre flytilbud.

### Om ny lufthavn
- TØI om ny flyplass i Hammerfest
- Avinors oppfølging af den norske regering sin nordområdestrategi – Indspild til Nasjonal transportplan 2010 – 2019
- Avinor – Planer Arkiveret 25. marts 2012 hos  Wayback Machine

70°40′47″N 23°40′08″Ø / 70.67972°N 23.66889°Ø